# Památka svatého Blažeje
Památka svatého Blažeje (Svátek svatého Blažeje, Blažejův den) se slaví 3. února a je spjata s hudbou, zpěvem a tanci.

## Blasius pomocník
Blasius je jedním z pomocníků v nouzi, kterého uctívali jakožto patrona obuvníků, krejčích, tkalců, koželuhů, lékařů a obchodníků. Byl rovněž patronem domácího zvířectva a počasí, ale také ochránce před nemocemi horních cest dýchacích. Liturgické oslavy byly provázeny svěcením a obětováním svící, žehnáním vody, vína, chleba a od 16. století svatoblažejským požehnáním. V lidovém prostředí hrál tento světec úlohu zvěstovatele jara a jeho svátek také patřil k jarně novoročním koledním obchůzkám. Den sv. Blažeje byl navíc považován za poloviční svátek a lidé se zdržovali těžších prací, nepředlo se. Kult sv. Blažeje je na našem území velmi starý, což dokládají např. kostely v Olomouci (1299) či Plzenci (11. – 12. stol.) zasvěcené tomuto patronovi dobytka.

## Obyčeje
V tento den obcházeli školáci po domech, zpívali, tančili a vybírali mouku, hrách, vejce, klobásy a peníze. Sbírka náležela učiteli, pro něhož znamenala blažejská koleda jediný zdroj příjmu. Blažejáci vystupovali v jednoduchých převlecích, při zpěvu poskakovali v rytmu po kruhu. Podobný cíl – podpora učiteli a propagace školy, mělo koledování v den sv. Řehoře (12. března), patrona školních dětí. Řehořská koleda měla často povahu obchůzkové hry s výstupy mnoha aktérů, z nichž jeden představoval biskupa. Blažejská koleda převažovala na Hané a na Slovácku, zatímco s Řehořem se chodilo do 19. století v západních krajích Moravy a na Brněnsku. Místy se udržovaly koledy obě (Vizovice, Ždánice).

## Pranostiky
Na sv. Blažeje kamínek se ohřeje. Na sv. Blažeje slunce ještě nehřeje. Na sv. Blažeje skřivan pije z koleje. Na sv. Blažeje tekou vody plné koleje. Je-li o Blažeji voda v koleji, úroda lnu se očekává. Na sv. Blažeje teče-li voda kolejí jen tolik, co by vozka střapec od biče smočil, čekají dlouhý len. Na sv. Blažeje jasná obloha, byla jistá úroda. Je-li na sv. Blažeje slunečné ráno, budou mladí lidé v nadcházejícím roce požívati pevného zdraví, je-li slunečno po polednách, platí to o lidech středního věku, a je-li slunečno k večeru, budou se dobrému zdraví těšit lidé staří.
Přicházelo jaro a lidé proto slunečnímu svitu tohoto dne přisuzovali pozitivními účinky. Koho se byť jen dotkly svatoblažejské paprsky, toho čekalo v nadcházejícím roce něco příznivého. Mladíky např. neodvedli na vojnu, dívky se provdaly, lidé měli být zdraví, na polích se mělo urodit apod.